# Hecabalodes radialis
Hecabalodes radialis är en stekelart som beskrevs av Vladimir Ivanovich Tobias 1962. Hecabalodes radialis ingår i släktet Hecabalodes och familjen bracksteklar. Inga underarter finns listade i Catalogue of Life.